# Cruisin' (album)
Pour les articles homonymes, voir Cruisin'.
Albums de Village People
Macho Man
(1978) Go West
(1979)
Singles
1. Y.M.C.A.
Sortie : 13 novembre 1978

Cruisin' est le troisième album du groupe américain Village People. Il est sorti en septembre 1978 sur le label Casablanca Records.
Aux États-Unis, l'album a débuté à la 105e place du classement des albums de Billboard la semaine du 17 octobre 1978 et a atteint la 3e place pour quatre semaines en février—mars de l'année suivante,,,.

## Liste des pistes
Toutes les chansons sont écrites et composées par Jacques Morali et Victor Willis.
| No | Titre         | Auteur | Durée |
| -- | ------------- | ------ | ----- |
| 1. | Y.M.C.A.      |        | 4:47  |
| 2. | The Women     |        | 5:54  |
| 3. | I'm a Cruiser |        | 7:03  |
| 4. | Hot Cop       |        | 6:19  |
| 5. | My Roommate   |        | 5:20  |
| 6. | Ups and Downs |        | 6:21  |